# Catalaanse landen

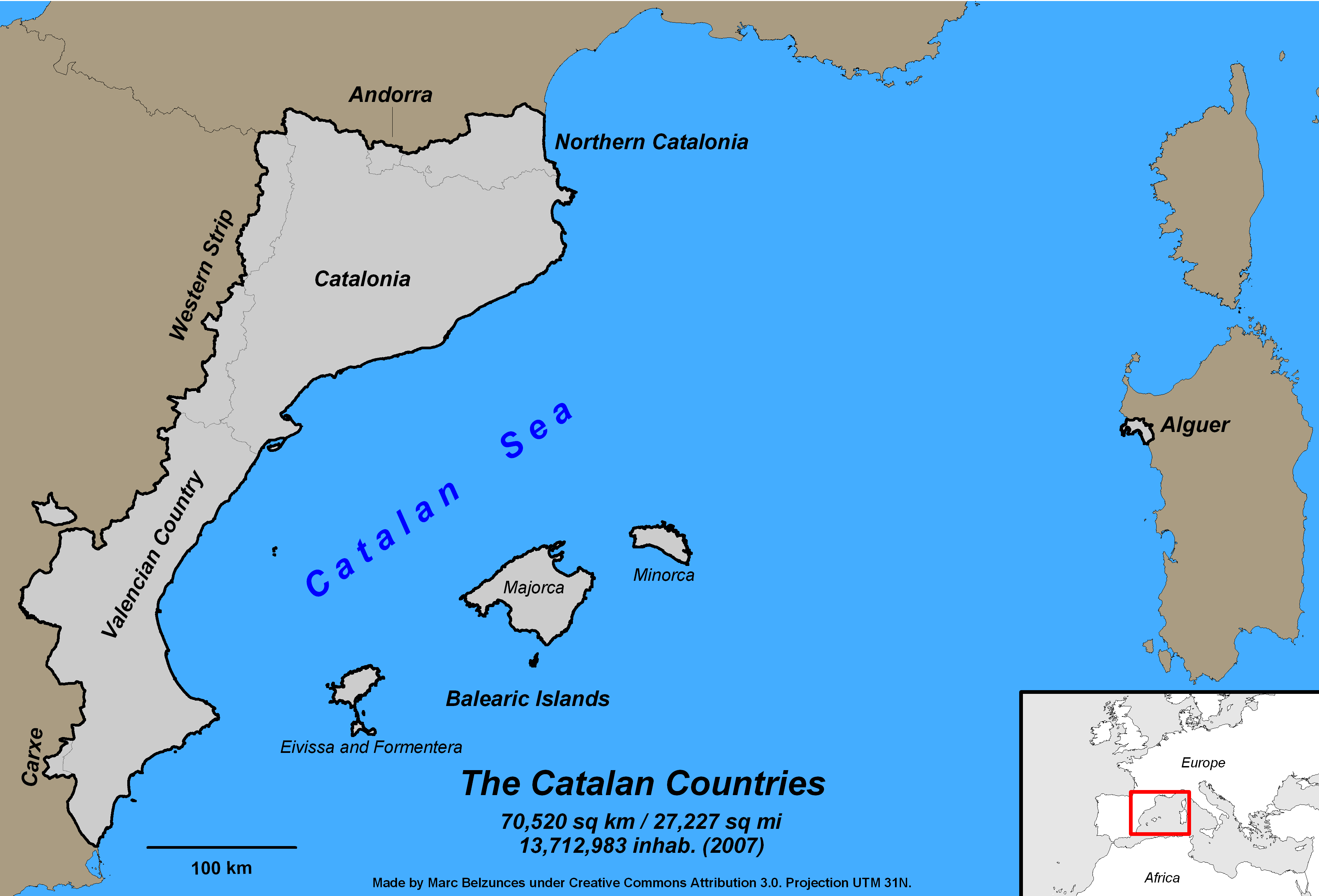
Kaart van de Països Catalans

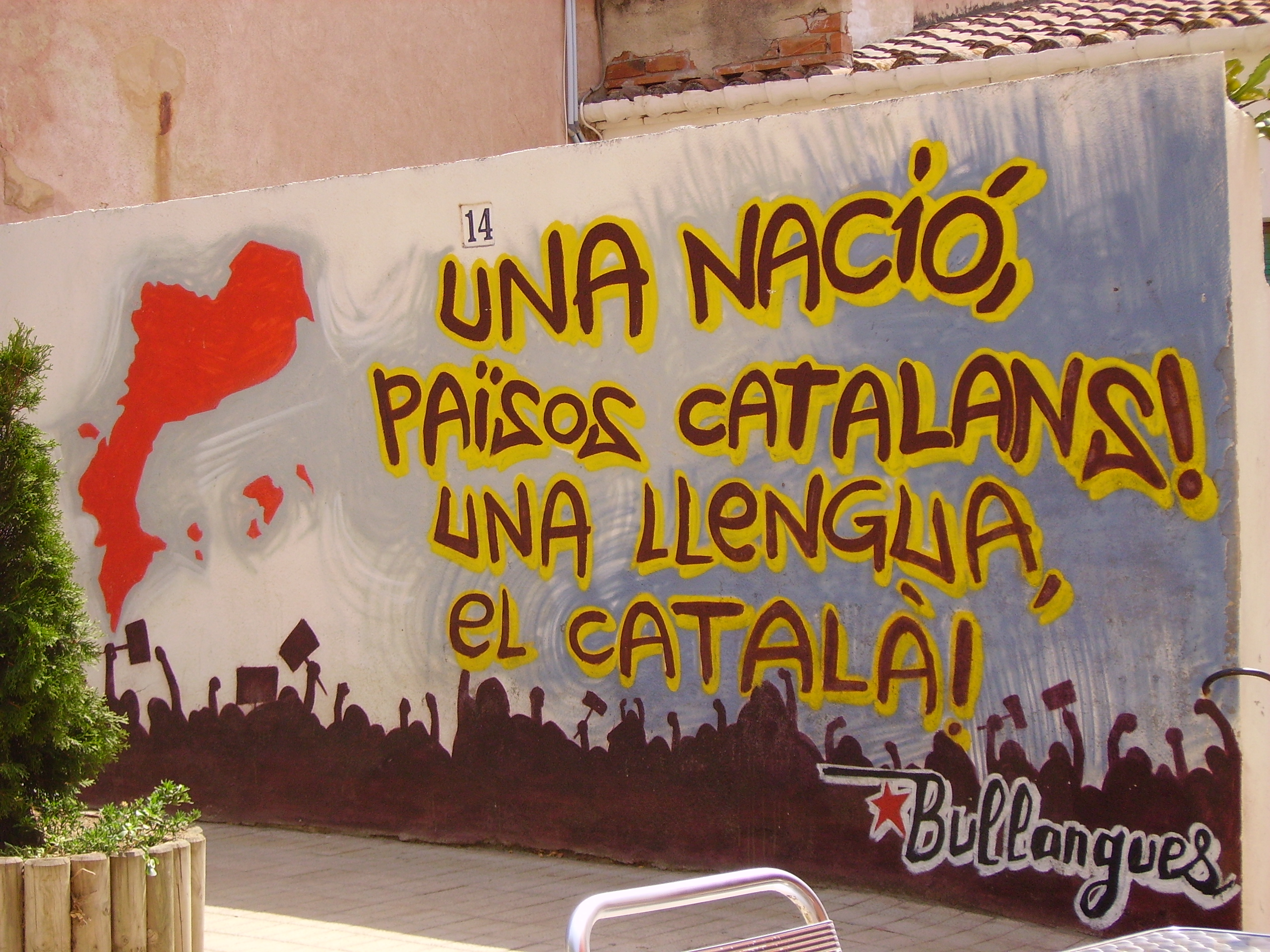
Nationalistische graffiti: Eén natie, de Catalaanse landen! Eén taal, het Catalaans!

De estelada, een separatistisch symbool, de "vlag van de Catalaanse landen"

De Catalaanse landen (Catalaans: Països Catalans) is een term die vooral gebruikt wordt door Catalaanse nationalisten om de gebieden te beschrijven waar men het Catalaans spreekt. De gebieden hebben tevens gemeen dat ze tot de historische Kroon van Aragón behoorden.
De term heeft geen enkele wettelijke betekenis en evenmin is er sprake van overeenstemming over de omvang van de Catalaanse gebieden. Zo kan het refereren aan de gebieden waar men zegt dat de Catalaanse dialecten gesproken worden, maar ook naar gebieden waar die taal een officiële status heeft.
De term Països Catalans werd voor het eerst genoemd in het werk Historia del Derecho en Cataluña, Mallorca y Valencia. Código de las Costumbres de Tortosa uit 1876.

## Gebieden
Als alle mogelijke gebieden worden meegerekend bestaan de Catalaanse landen uit de volgende gebieden:
In Spanje:
- La Franja in Aragón
- Balearen
- Catalonië
- El Carche in Murcia
- Valencia

In Frankrijk:
- Noord-Catalonië, ongeveer samenvallend met het departement Pyrénées-Orientales

Op Sardinië (Italië):
- De stad Alghero (waar het Algherees-Catalaans wordt gesproken)

In Andorra:
- Geheel Andorra (waar het Catalaans de enige officiële taal is)